# کرافورد (کلرادو)
کراوفورد (به انگلیسی: Crawford) شهرکی در ایالت کلرادو کشور ایالات متحده آمریکا است که جمعیت آن در سرشماری سال ۲۰۱۰ میلادی، ۴۳۱ نفر بوده‌است.